# Golpe de Estado em El Salvador em 1931
O golpe de Estado salvadorenho de 1931 ocorreu em 2 de dezembro de 1931, depondo o presidente Arturo Araujo e levando ao estabelecimento do Diretório Cívico. Esse golpe iniciou os 48 anos de regime militar em El Salvador, que perdurou até o golpe de Estado de 1979.

## Golpe
As Forças Armadas salvadorenhas derrubaram o governo do presidente democraticamente eleito Arturo Araujo, candidato do Partido Trabalhista. Durante seu governo, El Salvador enfrentou tensão política e instabilidade pública. As reformas tributárias também não tiveram sucesso devido à resistência da classe abastada.
A gota d'água para o golpe foi uma tentativa de reduzir o orçamento das forças armadas, o que encontrou forte resistência por parte dos oficiais militares. Com o governo impossibilitado de pagar os salários dos militares, o exército orquestrou o golpe para destituir o governo de Arturo Araujo às 22h. em 2 de dezembro de 1931.

## Legado
O Diretório foi dissolvido em 4 de dezembro e Maximiliano Hernández Martínez assumiu a Presidência como “Presidente Interino”. Mais tarde, ele se tornaria oficialmente presidente em 1 de março de 1935.
O golpe levou ao subsequente massacre dos camponeses salvadorenhos em 1932, onde Feliciano Ama e Farabundo Martí lideraram camponeses pobres em uma rebelião comunista contra o governo de Martínez, resultando em 25.000 mortes.
Os Estados Unidos não reconheceram a legitimidade da ascensão de Hernández Martínez ao poder ou o governo devido ao Tratado de Paz e Amizade Centro-Americano de 1923 e só o reconheceriam depois que seu governo suprimiu a revolta comunista no início de 1932.